# Malaspina
Malaspina är en italiensk markgrevlig släkt.
Malaspina behärskade som kejsarens riksomedelbara vasaller under medeltiden stora områden av Lunigiana, berglandet mellan Ligurien och Toscana kring Massa och Carrara. Genom stark förgrening och många delningar miste den under 1400-talet sin betydenhet och förlorade under 1500-talets stormar större delen av sina besittningar. Den fortlever ännu delad på en mängd linjer.

## Kända medlemmar
- Germanico Malaspina
- Alessandro Malaspina